# Natuurreservaat Björn
Het Natuurreservaat Björn is een natuurreservaat binnen de Zweedse gemeente Kalix. Het Natuurreservaat is genoemd naar het eiland Björn, dat ook het grootste eiland binnen het reservaat is. De totale oppervlak van het reservaat is 3,39 km² en bestaat voor het overgrote deel uit Botnische Golf. Het natuurreservaat bestaat uit de eilanden Björn, Björngrundet, Björnrevet en het ver afgelegen Malgrundet. Er zullen meer eilandjes ontstaan, aangezien het gebied op postglaciale opheffing stijgt. Het noordoosten rondom Björnrevet is dan ook nog vogelbeschermingsgebied, men mag de eilandjes dan niet benaderen tijdens broedseizoen.
Björn Natuurreservaat maakt deel uit van Natura 2000.